# Valeri Tsilent
Valeri Antonovich Tsilent –en ruso, Валерий Антонович Циленьть– (Lida, 22 de septiembre de 1969) es un deportista bielorruso que compitió en lucha grecorromana.
Participó en dos Juegos Olímpicos de Verano, obteniendo la medalla de plata en Atlanta 1996, en la categoría de 82 kg, y el cuarto lugar en Sídney 2000. Ganó una medalla de bronce en el Campeonato Mundial de Lucha de 1994.

## Palmarés internacional
| Juegos Olímpicos   | Juegos Olímpicos         | Juegos Olímpicos  | Juegos Olímpicos |
| Año                | Lugar                    | Medalla           | Categoría        |
| ------------------ | ------------------------ | ----------------- | ---------------- |
| 1996               | Atlanta (Estados Unidos) | Medalla de bronce | 82 kg            |
| Campeonato Mundial |                          |                   |                  |
| Año                | Lugar                    | Medalla           | Categoría        |
| 1994               | Tampere (Finlandia)      | Medalla de bronce | 82 kg            |